# Fehércsőrű fahágó
A fehércsőrű fahágó (Xiphorhynchus flavigaster) a madarak (Aves) osztályának verébalakúak (Passeriformes) rendjébe, valamint a fazekasmadár-félék (Furnariidae) családjába és a fahágóformák (Dendrocolaptinae) alcsaládjába tartozó faj.

## Rendszerezése
A fajt William John Swainson angol ornitológus írta le 1827-ben.

## Alfajai
- Xiphorhynchus flavigaster ascensor Wetmore & Parkes, 1962
- Xiphorhynchus flavigaster eburneirostris (Des Murs, 1847)
- Xiphorhynchus flavigaster flavigaster Swainson, 1827
- Xiphorhynchus flavigaster mentalis (Lawrence, 1867)
- Xiphorhynchus flavigaster saltuarius Wetmore, 1942
- Xiphorhynchusflavigaster tardus Bangs & J. L. Peters, 1928
- Xiphorhynchus flavigaster ultimus Bangs & Griscom, 1932
- Xiphorhynchus flavigaster yucatanensis Ridgway, 1909[2]

## Előfordulása
Mexikó, Belize, Costa Rica, Salvador, Guatemala, Honduras és Nicaragua területén honos. A természetes élőhelye szubtrópusi és trópusi  síkvidéki és hegyi esőerdők, lombhullató erdők és száraz bokrosok, valamint ültetvények és mocsaras területek. Állandó, nem vonuló faj.

## Megjelenése
Átlagos testhossza 27 centiméter, testtömege 40-32 gramm.
|  |

## Életmódja
Ízeltlábúakkal táplálkozik, de kisebb gerinceseket is fogyaszt.

## Külső hivatkozás
- Képek az interneten a fajról
- Internet Bird Collection - videók a fajról
- Xeno-canto.org - a faj hangja és elterjedési területe